# Jeune Femme se poudrant (Morisot)
Pour les articles homonymes, voir Jeune Femme se poudrant.
Jeune Femme se poudrant – ou Femme à sa toilette – est un tableau réalisé par la peintre française Berthe Morisot en 1877. De format vertical, cette huile sur toile représente une jeune femme en chemise de nuit blanche s'appliquant de la poudre sur les joues, assise face à un miroir dans un intérieur décoré. Sans doute montrée lors de la cinquième exposition impressionniste en 1880 à Paris, l'œuvre entre dans les collections publiques en 1937, léguée par Antonin Personnaz. Elle est conservée depuis 1986 au musée d'Orsay.